# Херст, Дэвид (футболист)
Дэвид Эрик Херст (англ. David Eric Hirst; род. 7 декабря 1967, Барнсли) — английский футболист, выступавший на позиции нападающего.

## Биография
Дэвид Херст начал свою игровую карьеру на профессиональном уровне в сезоне 1985/86, именно тогда он был включён в состав клуба Второго дивизиона Футбольной лиги «Барнсли». В составе этой команды Херст забил девять голов в 28 матчах лиги, что привлекло к нему внимание других клубов. В результате этого летом 1986 года он перешёл в другой английский клуб — «Шеффилд Уэнсдей». Херст смог закрепиться в составе «Уэнсдей», он провёл за эту команду большую часть карьеры. В сезоне 1990/91 года помог своему клубу обыграть «Манчестер Юнайтед» в финале Кубка Футбольной лиги, благодаря чему Херст завоевал свой единственный трофей в карьере. В сезоне 1992/93, после вылета из Кубка УЕФА от немецкого «Кайзерслаутерна», «Уэнсдей» вновь удалось выйти в финал Кубка Футбольной лиги. Однако на этот раз в финальной игре победителем оказался лондонский «Арсенал» — 2:1. На этом для «Уэнсдей» тот сезон не закончился, команда смогла выйти и в финал Кубка Англии. Соперником «Шеффилда» вновь оказался «Арсенал». Херсту удалось забить в том матче, благодаря чему счёт стал равным (1:1). В той встрече победителя выявить не удалось, а по итогу переигровки трофей снова достался «Арсеналу». В 1997 году, после долгих лет игры за «Шеффилд Уэнсдей», Дэвид Херст покинул команду и перешёл в «Саутгемптон». За «святых» Херст в общей сложности провёл 30 игр, в которых забил девять голов. В 2000 году завершил игровую карьеру.

## Достижения
«Шеффилд Уэнсдей»
- Обладатель Кубка Футбольной лиги: 1991